# Синхронное плавание на чемпионате мира по водным видам спорта 2017 — соло (техническая программа)
Техническая программа в дисциплине соло в синхронном плавании на чемпионате мира по водным видам спорта 2017 состоялась 14 и 15 июля.

## Результаты
Квалификация началась 14 июля в 11:00, а финал 15 июля в 11:00.
Зелёным отмечены финалистки.
| Место | Синхронистка          | Страна  | Квалификация | Квалификация | Финал   | Финал |
| Место | Синхронистка          | Страна  | Баллы        | Место        | Баллы   | Место |
| ----- | --------------------- | ------- | ------------ | ------------ | ------- | ----- |
| 1     | Светлана Колесниченко | Россия  | 94.0229      | 1            | 95.2036 | 1     |
| 2     | Она Карбонель         | Испания | 92.3893      | 2            | 93.6534 | 2     |
| 3     | Анна Волошина         | Украина | 90.5617      | 4            | 91.9992 | 3     |
| 4     | Юкико Инуй            | Япония  | 90.8837      | 3            | 91.7490 | 4     |
| 5     | Жаквелин Симони       | Канада  | 89.2331      | 5            | 89.5000 | 5     |
| 6     | Линда Черрути         | Италия  | 87.8975      | 6            | 88.3369 | 6     |